# ¿No ves que ya no somos chiquitos?
«¿No ves que ya no somos chiquitos?» es una canción compuesta por el músico argentino Luis Alberto Spinetta e interpretada por la banda Spinetta Jade, que se encuentra en el álbum Madre en años luz de 1984, cuarto y último álbum de la banda y 18.º en el que tiene participación decisiva Luis Alberto Spinetta.
En este álbum Spinetta Jade estaba integrada por César Franov (bajo), Juan Carlos "Mono" Fontana (Yamaha Grand - Yamaha DX7, Oberheim OBX-8, Moog The Source), Lito Epumer (guitarra) y Luis Alberto Spinetta: guitarra y voces. Héctor "Pomo" Lorenzo, integraba por entonces la banda, pero en el álbum solo participa del tema "Diganlé".
Éste fue el único tema del álbum que Spinetta interpretó (junto al Mono Fontana) en el megarrecital Spinetta y las Bandas Eternas organizado en 2009 para celebrar sus 40 años en la música.

## Contexto
El tema es el quinto track (último del lado A) del último de los cuatro álbumes de la banda Spinetta Jade, Madre en años luz, con importantes cambios en su integración, respecto del álbum anterior, Bajo Belgrano (1983), fundamentalmente la salida de Sujatovich (teclados) y la entrada del Mono Fontana (teclados) y Lito Epumer (guitarra), especialmente Fontana que acompañará desde entonces a Spinetta muchos años e influirá sustancialmente en su sonido. El álbum se realiza también con una "máquina de ritmos" (Oberheim DMX), por primera vez en la carrera de Spinetta.
Madre en años luz fue un álbum bisagra, que cerró la etapa jazzera de Spinetta, para abrir una etapa de nuevos sonidos, calificados como más "ochentosos", más pop y más tecno.

## El tema
La letra de la canción tiene la peculiaridad de estar compuesta solo por preguntas que empiezan con la expresión "no ves", encabezadas por la pregunta del título, preguntas que le hace a su esposa Patricia, como Spinetta le cuenta a Eduardo Berti en el libro Crónica e Iluminaciones:
En este tema Spinetta (voz) está acompañado solo por Juan Carlos "Mono" Fontana (teclado).

- Eduardo Berti: Quisiera hablar de "¿No ves que ya no somos chiquitos?", una letra cuyos versos están todos encerrados entre signos de interrogación, aun cuando se trata de preguntas retóricas. ¿El "nosotros" utilizado en la canción se refiere a Patricia y a vos?

- Spinetta: Si, me acuerdo que la compuse en la quinta de Castelar, al lado de Patricia, y que la empecé a cantar con la letra y la música al instante. Fue medio misterioso. La temática del tema se relaciona con el hecho de que ambos nos dábamos cuenta de que los nenes estaban creciendo, y mucho, y nosotros ya no éramos los chiquitos o los loquitos de antes. A la vez hay algo de esa letra que es decepcionante porque creo que una porción de niñez siempre perdura en nosotros y sin eso muere.

- Eduardo Berti: ¿Qué otras cosas, además del crecimiento de tus hijos, te hacían sentir que ya no eras tan chiquito?

- Spinetta: No sé, quizás un rollo entre Patricia y yo... una cosa íntima. Un mambo de pareja, de amor.

## Versión en Obras el 29 de diciembre de 2001
El 29 de diciembre de 2001, cuando Argentina transcurría por la crisis más grande de su historia, las protestas populares ocupaban permanentemente las calles y el Estado se hallaba literalmente casi desintegrado, Spinetta realizó un recital en el Estadio Obras Sanitarias para presentar su álbum Silver Sorgo. El recital fue grabado y lanzado como disco en vivo con el título Argentina Sorgo Films presenta: Spinetta Obras. En dicho recital Spinetta realiza una nueva versión de "¿No ves que ya no somos chiquitos?" que utiliza como introducción un fragmento de "Revolution 9", de Los Beatles, en el que una mujer llora en medio de un caos de sonidos. La versión de Obras adquiere un tono oscuro y desesperante.
Spinetta se refiere a "Revolution 9" en el libro Martropía: conversaciones con Spinetta (2006) de Juan Carlos Diez:

¿Qué pensás de un tema como Revolution 9?
- Revolution 9 es el producto de una osadía. Es una experiencia sonora, en donde texto y palabras se funden con todo lo que tienen alrededor. El tema perfectamente cabe así como está puesto. Number Nine es un mínimo motivo de nada que balancea el todo. Y a la vez hay cientas al revés, hay texto. Me refiero a que no es nada, en el sentido de que son múltiples capas de sonidos, pero no hay un tema en sí. Y el number nine, number nine es una reiteración, un llamado. Al lado de ese todo que escriben en las canciones que están alrededor de ese tema, ese balance está perfecto. Porque contrapesa toda la gestualidad y toda la intención de una bocha de melodías y de letras que están inscriptas en piedras, pareciéndose más a una nube sonora. Esa marea que aparece con Number Nine es perfecta. Es un enorme juego de placer sonoro y, a la vez, de aventura. Da miedo por momentos. Depende cómo lo escuches y del estado de ánimo en que estés. Pero es un sueño básico, misterioso. Por otro lado me parece un sueño occidental.
- ¿Por qué?
- Porque hay cosas que parecen de una radio de preguerra. Fantasmas de la Segunda Guerra Mundial, o anteriores. Hay algo de eso, de somnolencia británica, esos violines para atrás que van y vienen. Es medio un sueño occidental de neblina, de la BBC.

## Versión en el recital de las Bandas Eternas de 2009
"¿No ves que ya no somos chiquitos?" fue el único tema del álbum Madre en años luz que Spinetta incluyó en el megarrecital Spinetta y las Bandas Eternas organizado en 2009 para celebrar sus 40 años en la música. Lo interpretó junto al Mono Fontana en una versión más sinfónica, caracterizada por las cuerdas interpretadas por los teclados de Fontana. Esta versión termina con una sucesión ladridos de perro.